# Eranina nigrita
Eranina nigrita är en skalbaggsart som först beskrevs av Maria Helena M. Galileo och Martins 1991.  Eranina nigrita ingår i släktet Eranina och familjen långhorningar. Inga underarter finns listade i Catalogue of Life.